# Penvénan
Penvénan (bretonisch: Perwenan) ist eine französische Gemeinde mit 2548 Einwohnern (Stand 1. Januar 2022) im Département Côtes-d’Armor in der Region Bretagne.

## Geografie
Die Gemeinde liegt direkt an der Küste des Ärmelkanals, der im Norden das Gemeindegebiet vollständig abgrenzt. Die östliche Nachbargemeinde ist Plougrescant. Im Süden schließen sich Plouguiel und Camlez an. Im Westen ist Trévou-Tréguignec gelegen.
Zur Gemeinde gehören neben dem Hauptort Penvénan, der einige Kilometer im Landesinneren liegt, auch die Dörfer Port-Blanc und Buguélès direkt an der Küste. Ebenfalls zum Gemeindegebiet zählt eine vor der Küste gelegene Inselgruppe mit der Hauptinsel Île Saint-Gildas und der gleichfalls bewohnten Île Illiec. Beide Inseln befinden sich in Privatbesitz und sind nicht öffentlich zugänglich.

## Geschichte
Die Vielzahl von Dolmen und Menhiren weist auf eine lange Besiedlungsgeschichte hin. Erstmals schriftlich erwähnt wird Penvénan im 12. Jahrhundert in einer Schenkungsurkunde an die Abbaye de Saint-Jacut.
Am 2. Mai 1230 landeten Truppen des englischen Königs Heinrich III. in Port St. Gildas (heute Port-Blanc), um Peter Mauclerc, den Herzog der Bretagne in seinem Kampf gegen den französischen König Ludwig IX. zu unterstützen.
Während der Revolution wird Penvénan 1790 zum Hauptort des gleichnamigen Kantons und bleibt bis 1801 der Verwaltungssitz.

## Einwohnerentwicklung
Die Gemeinde verzeichnete ihren maximalen Bevölkerungsstand im Jahre 1876, als 3257 Einwohner gezählt wurde. Seit dem Beginn des 19. Jahrhunderts wird die Zahl der Bewohner relativ konstant mit rund 2500 ermittelt.
| 1962 | 1968 | 1975 | 1982 | 1990 | 1999 | 2006 | 2016 |
| ---- | ---- | ---- | ---- | ---- | ---- | ---- | ---- |
| 2551 | 2508 | 2614 | 2450 | 2489 | 2434 | 2562 | 2571 |

## Sehenswürdigkeiten
Siehe auch: Liste der Monuments historiques in Penvénan
Sehenswert sind die als Monument historique gelisteten Menhire von Kervéniou und von Kerbelven, sowie die neolithischen Gräber Roch-Las-en-Port-Blanc.
Die Chapelle Saint-Gildas, eine Kapelle auf der Île Saint-Gildas aus dem 11. Jahrhundert, ist nicht für die Öffentlichkeit zugänglich. Anders die als Monument historique eingestufte Chapelle Notre-Dame in Port-Blanc aus dem 16. Jahrhundert, die Chapelle Saint Nicolas in Buguélès aus dem 17. Jahrhundert und die Chapelle Saint Gonval aus dem 18. Jahrhundert in der Altstadt von Trégonval.
Das Herrenhaus Manoir de Kerbelven mit Turm- und Wachstube aus dem 14., Haupthaus aus dem 15. und der Kapelle aus dem 16. Jahrhundert bildet ein typisches Ensemble aus dem charakteristischen bretonischen Granit (siehe auch Taubenturm Manoir de Kerbeulven).
In Port-Blanc finden sich Überreste einer Küstenfestung, deren Wachturm als Rocher de la Sentinelle bekannt ist.

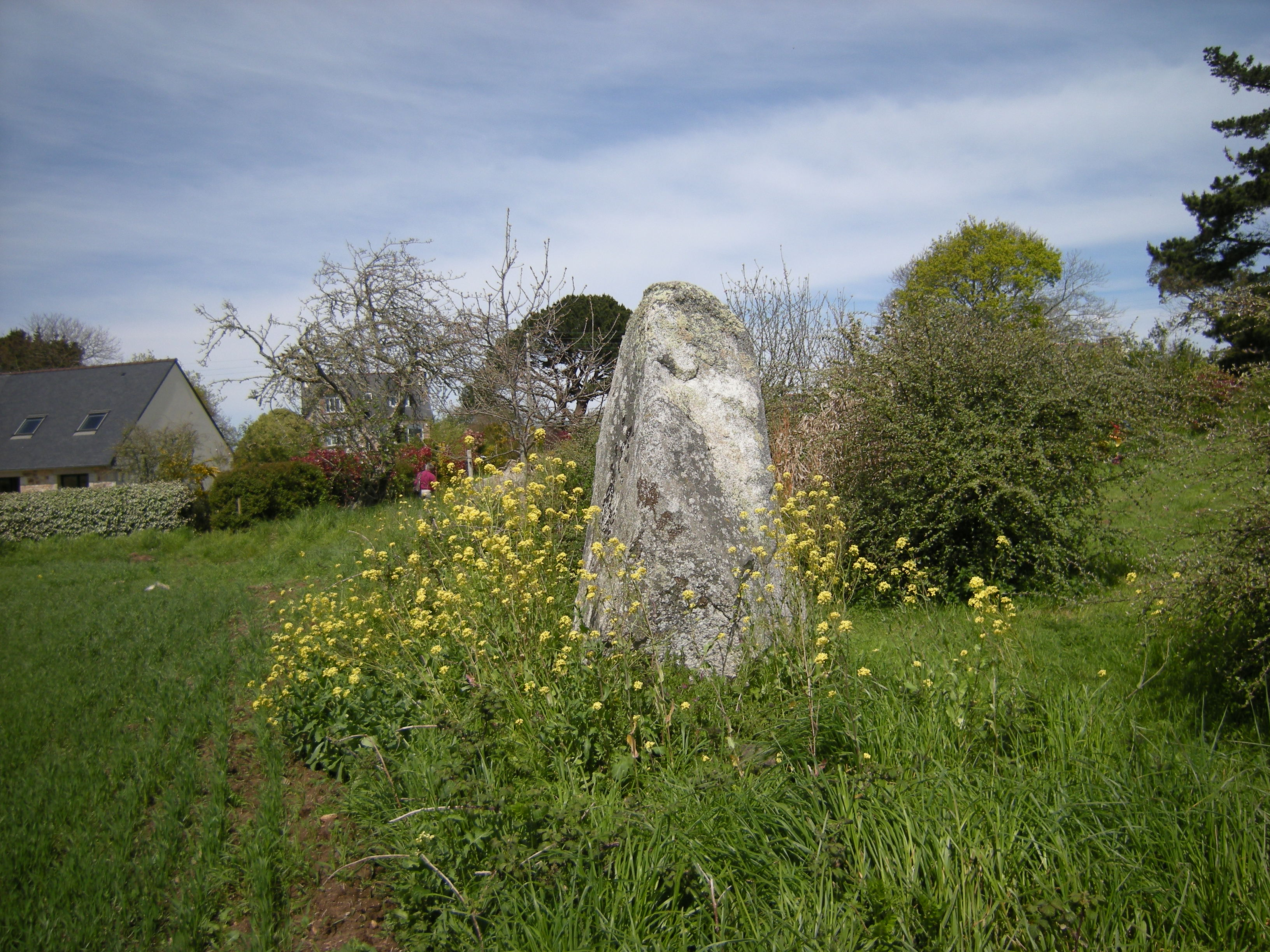
Menhir de Kervéniou
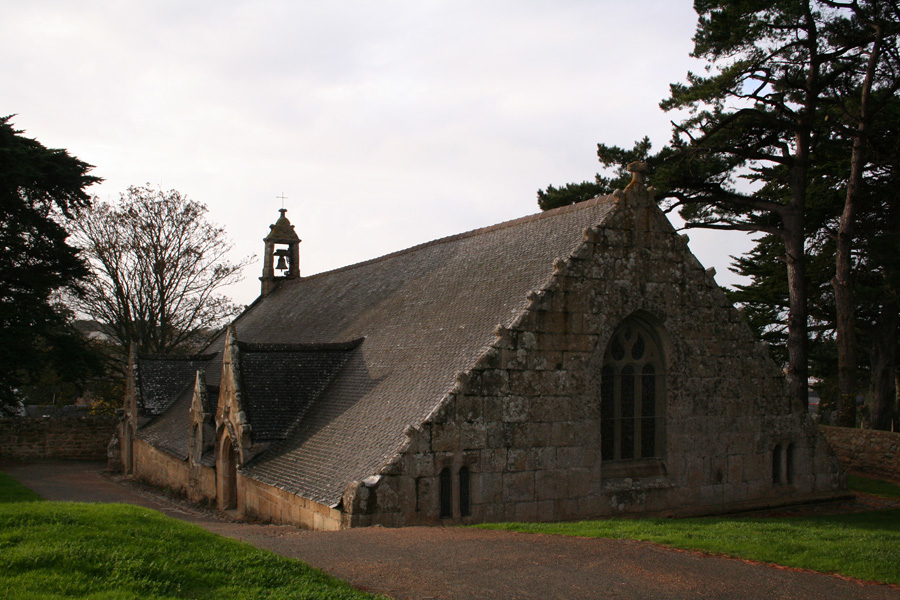
Chapelle Notre-Dame de Port-Blanc
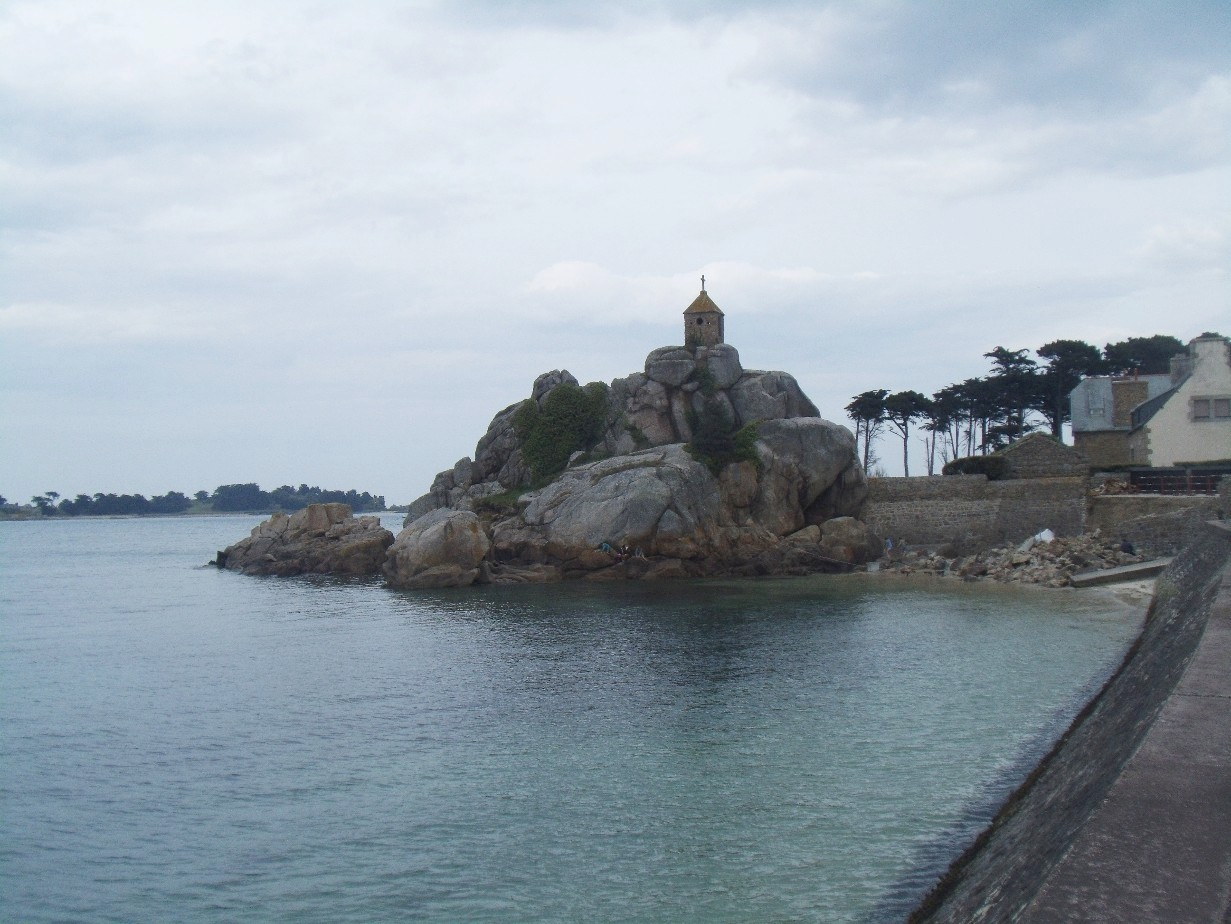
Rocher de la Sentinelle in Port-Blanc
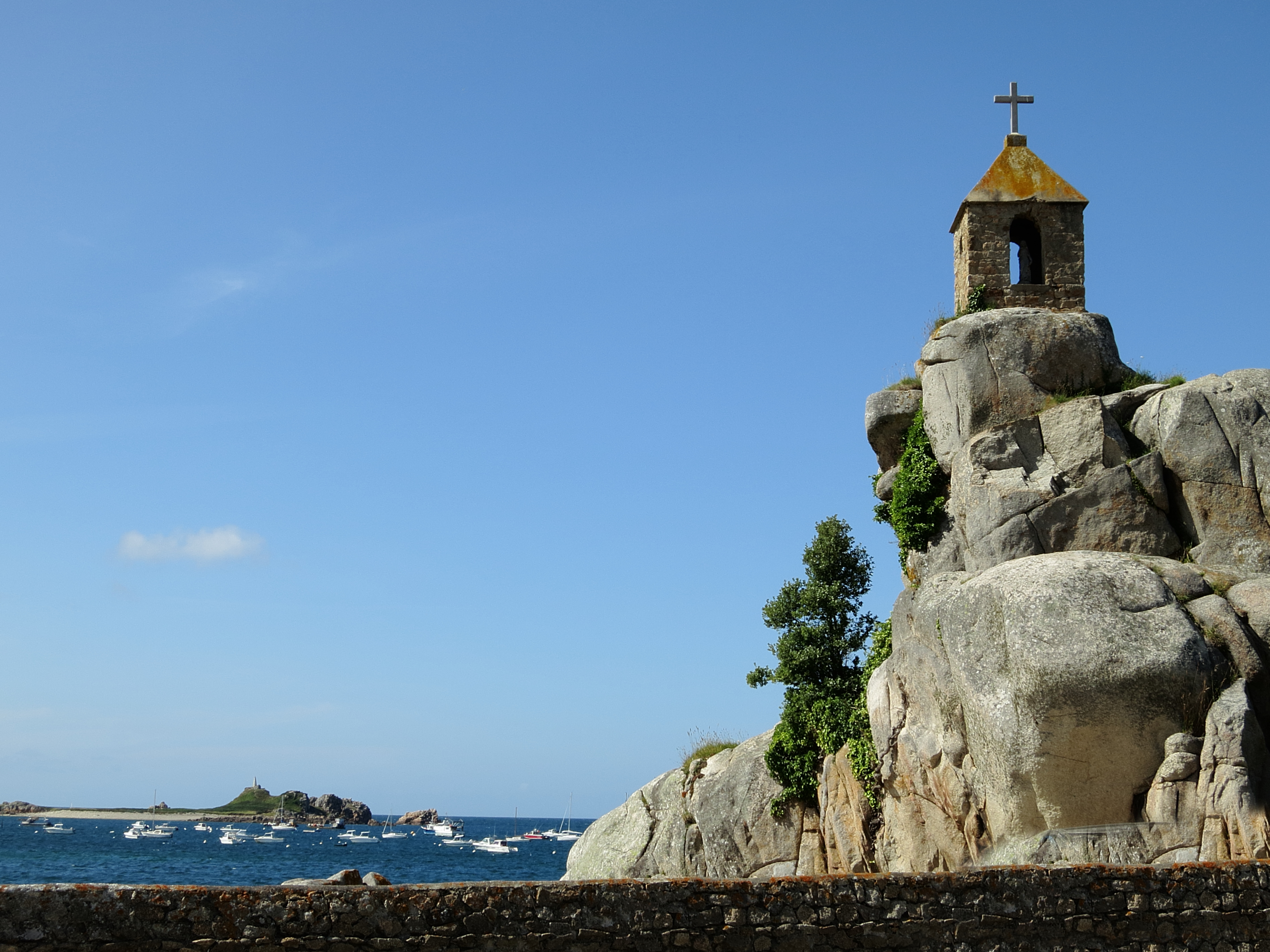
Rocher de la Sentinelle: Wachhäuschen auf dem Felsen
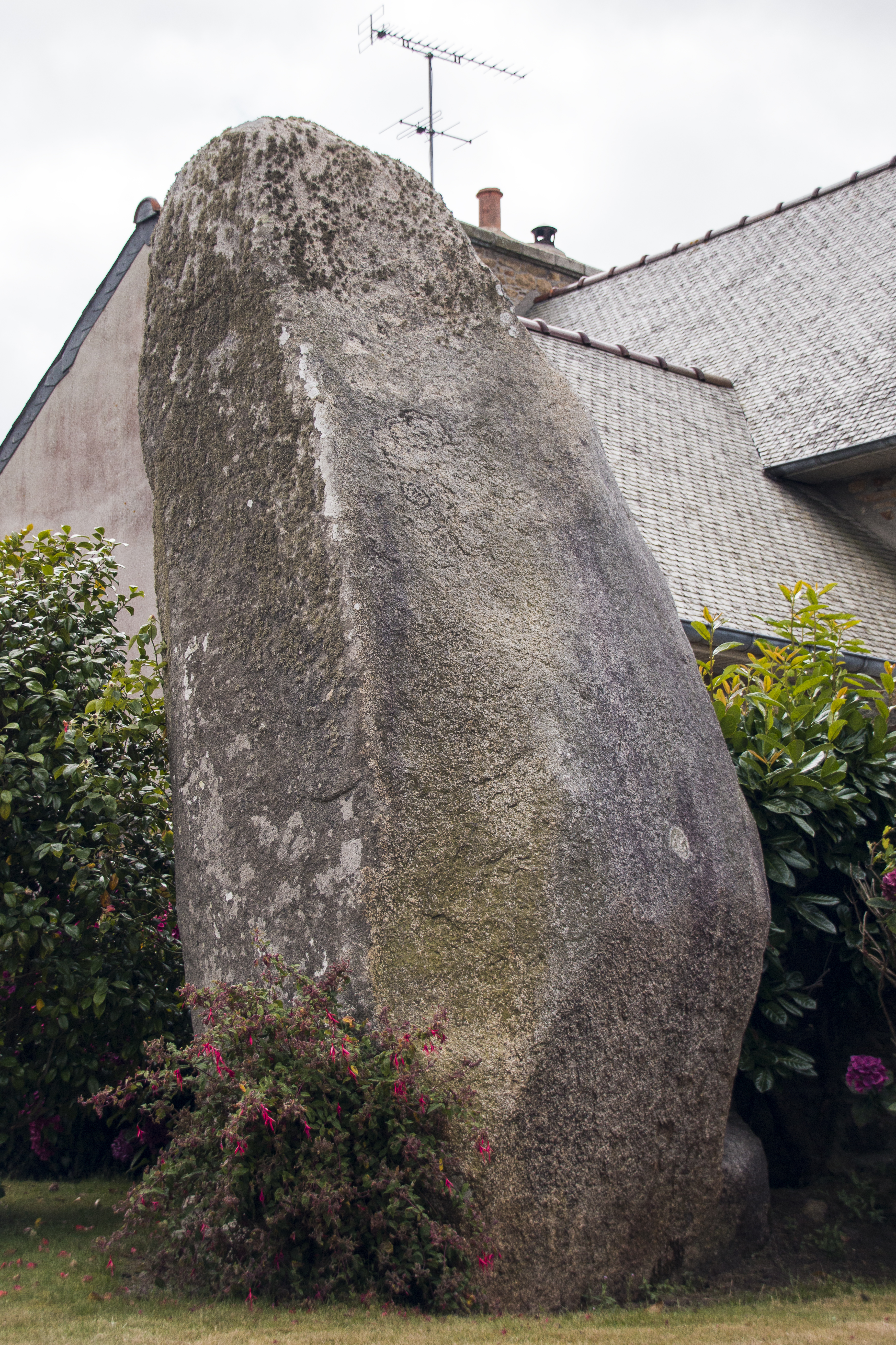
Der 4,0 m hohe Menhir von Kerbelven
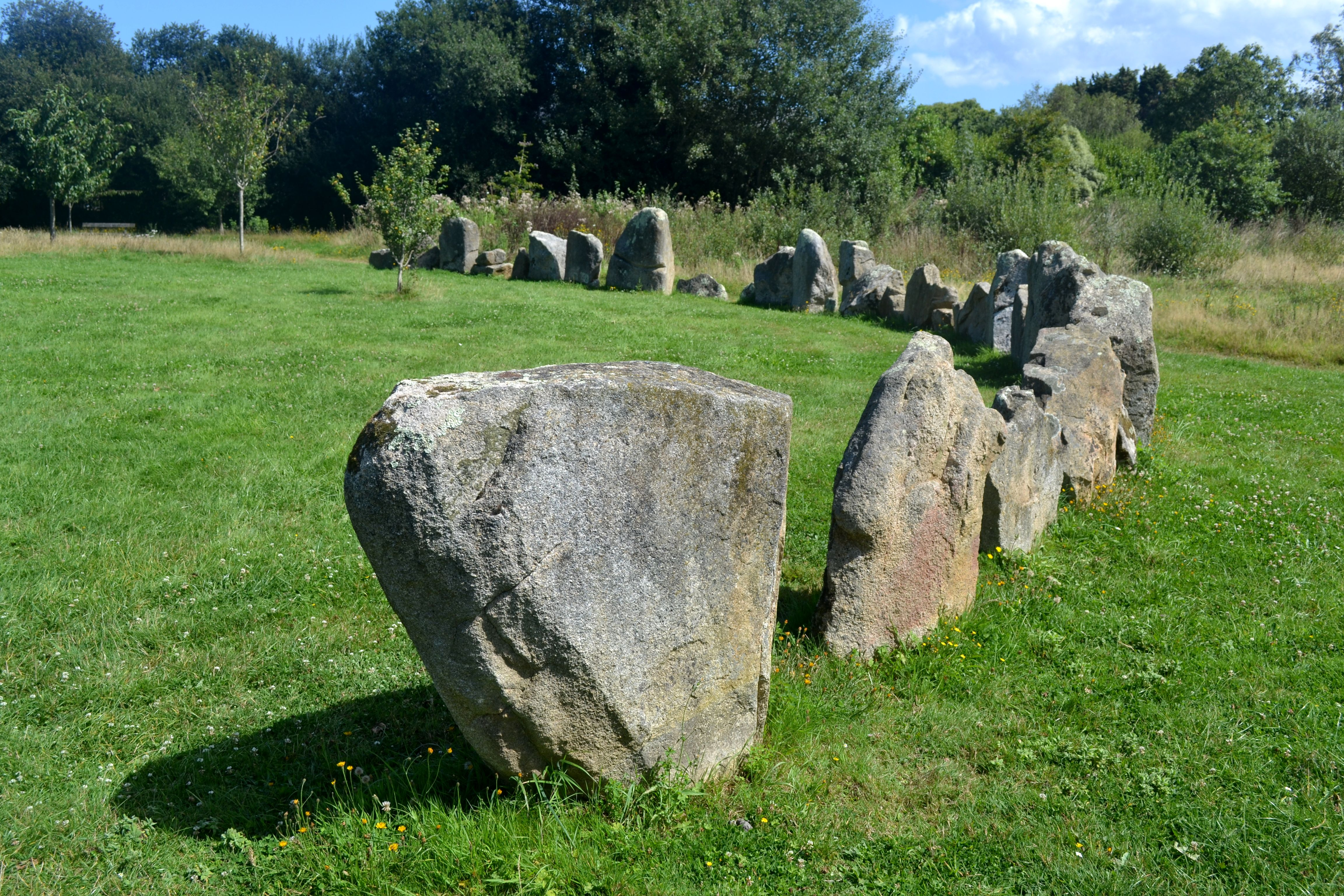
Tumulus Tossen-kelen

## Persönlichkeiten
- Charles Lindbergh; Pilot (1902–1974) – erwarb 1938 die Île Illiec und lebte dort bis zu seiner Rückkehr in die Vereinigten Staaten 1939[9]
- Alexis Carrel; Nobelpreisträger für Medizin (1873–1944) – Eigentümer der Île Saint-Gildas[10]
- Anatole Le Braz; Schriftsteller und Volkskundler (1859–1926) – wohnte von 1891 bis zu seinem Tod in Port-Blanc[11]